# John Richardson (orientalista)
John Richardson (1740 o 1741 – 1795) è stato un orientalista e linguista britannico.
FAS del Wadham College di Oxford. Fu l'autore del primo dizionario Persiano-Arabo-Inglese pubblicato nel 1778-1780. Il suo lavoro sulla grammatica persiana, scritto in collaborazione con Sir William Jones, è stato degno di nota come uno tra i primi lavori su questo tema; e rimane significativo nel contesto di quella filologia di base da cui continuarono tutti i successivi studi grammaticali sulla lingua persiana.

## Alcune opere
La reputazione di Richardson è stata lustrata dal lavoro di alcuni lessicografi successivi che hanno rivisto e ampliato il suo lavoro:
- Richardson, John. (1777). https://books.google.com/books?id=w1zDGwAACAAJ&dq=A+Dictionary+Persian,+Arabic,+and+English&client=firefox-a[collegamento interrotto] Oxford: Clarendon Press. [OCLC: 84952352]
  - Samuel Rousseau, William Jones, Ḥāfiẓ, and John Richardson. (1805). The Flowers of Persian Literature: Containing Extracts from the Most Celebrated Authors, in Prose and Verse; with a Translation into English: Being Intended as a Companion to Sir William Jones's Persian Grammar, to which is Prefixed an Essay on the Language and Literature of Persia and A specimen of Persian poetry or Odes of Hafez. London: S. Rousseau. [OCLC: 29332319]
  - Wilkens, Charles, ed. (1810). A Vocabulary Persian, Arabic, and English; Abridged from the Quarto Edition of Richardson's Dictionary. London: F. & C. Rivingson. [OCLC: 5631372]
  - Johnson, Francis, ed. (1852). [https://books.google.com/books?id=5l6sHAAACAAJ&dq=A+Dictionary+Persian,+Arabic,+and+English&client=firefox-a[collegamento interrotto] A Dictionary, Persian, Arabic, and English. London: W. H. Allen. [OCLC: 29094740] -- "The original compilation of Meninski, based upon native lexicons, and amplified and corrected from the same by Mr. Richardson and Sir Charles Wilkins, is the acknowledged groundwork of the author's labours"
  - Steingass, Francis Joseph, ed. (1892). https://books.google.com/books?id=u-JaHAAACAAJ&dq=A+Dictionary+Persian,+Arabic,+and+English&client=firefox-a[collegamento interrotto]. London: Crosby Lockwood & Son (Low). [OCLC: 43797675]

## Riferimenti
- Clarke, Adam. (1806). The Bibliographical Miscellany; Or, Supplement to the Bibliographical Dictionary. London. W: Baynes. [OCLC: 14824018]
- Lieber, Francis, E. Wigglesworth and  Thomas Gamaliel Bradford. (1835). "Persian Language, Literature and Religion",  Encyclopædia Americana, Vol X. Philadelphia: Desilver, Thomas & Co. [OCLC: 830181]
- Zenker, J. Th. (1846). Bibliotheca orientalis: Manuel de bibliographie orientale. Leipzig: Guillaume Engelmann.